# يعقوب عيسى
يعقوب عيسى مدني (مواليد 23 فبراير 1998) هو لاعب كرة قدم قطري يلعب كمدافع في نادي لوسيل.

## مسيرة اللاعب
لعب في النادي العربي ونادي لوسيل ونادي البدع.